# María Xosé Porteiro
María José Porteiro García (Madrid, 25 de mayo de 1952), conocida como María Xosé Porteiro, es una periodista, política y escritora española de narrativa y ensayo. Es licenciada en Publicidad y Relaciones Públicas por la Universidad de Vigo.

## Trayectoria
Nació en Madrid, hija de padre gallego y madre asturiana. Pasó parte de su infancia en Cuba, eventualmente regresando a España para instalarse  con su familia en Vigo. 
Trabajó y dirigió espacios radiofónicos en la emisora de radio La Voz de Vigo y Radio Popular de Vigo.  Como periodista y columnista publica en The Washington Post, Tribuna Feminista, La Voz de Galicia, Él País y Tiempo. Fue jefa del Departamento de Prensa del Ayuntamiento de Vigo. 
Concejal por el Partido Socialista de Galicia (PSdeG) en Vigo, fue teniente de alcalde (1987-1991) y (2003-2006). En su mandato como teniente alcalde creó la primera Concejalía de la Igualdad y la Casa de Acogida de mujeres maltratadas de Galicia. Diputada en el Parlamento de Galicia (1989-1997).  En el Congreso de los Diputados (2004-2007), donde fue portavoz adjunta de la comisión de exteriores.Primera delegada de Galicia en el exterior, con sede en Buenos Aires y Montevideo, entre 2007 y 2009. De 2007 hasta 2009 fue  delegada de la Junta de Galicia en la Argentina. Miembro de la Asamblea Parlamentaria del Consejo de Europa de la Unión Europea Occidental y Diputada del Congreso español. De 2009 a 2011 se hace cargo de la dirección de Museo del Ferrocarril de Madrid y de la comunicación de la Fundación Ferrocarriles Españoles. 

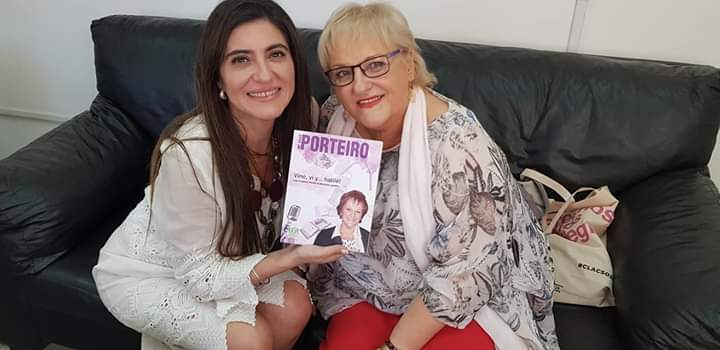
Con Claudia Martínez, Ministra de la mujer en Córdoba, Argentina

Desde 2019 es coordinadora del Centro de Documentación en Igualdad y Feminismos  del Consello da Cultura Galega (antes Comisión de Igualdad).  
En 2019 con el apoyo del Partido Popular y del Partido Socialista de Galicia y es designada por Parlamento gallego como adjunta de la Defensora del Pueblo.
Presenta y realiza una amplia labor moderando como conferenciante de coloquios literarios en el Club Faro de Vigo y en el Centro de Documentación de Recursos Feministas de Vigo.
Como escritora de ficción histórica destaca Sándalo, una novela río considerada como "la gran novela de la emigración", donde la autora recoge doscientos años de recorrido en la historia colectiva de España y Cuba.

## Premios y distinciones
- Mérito Civil en 2009 "por su contribución a la política exterior de España".[15]
- Premio Primero de Mayo en 2019 de CCOO al Compromiso Social y la Solidaridad.[16]
- Premio Ernestina Otero en 2020 concedido en Vigo por su labor y trayectoria.[17]

## Obra en gallego
- Cobardes (2001, Ir Indo).[18]
- Sándalo (2019, Galaxia).[19][20][21][14]
- Buscando a Clara, de la colección Historias para conocér Vigo, Ed. Elvira 2019.[22][23]

### Obras colectivas
- Celso Emilio Ferreiro, compañero del viento y de las estrellas (1981, Colección Arealonga, Akal).[24]
- Quién es quien en el Parlamento de Galicia (1981, Xerais).
- Narradio: 56 historias en el aire (2003, Generales).[25]
- 100 Galicia cien. Objetos para contar una cultura. (2016, edita Ramón Villares Paz).[26]
- Manuel Antonio y nosotros. Homenaje a Manuel Antonio (2019, Ed. Hércules de Ediciones 2019).[27]

## Obra en castellano

### Ensayo
- Vine, vi y ... ¡hablé!. Las mujeres frente al discurso público (2012, Agua Editor).

### Novela
- Cobardes (2003, Ir Yendo). Traducida del gallego.[18][28][12]
- Sándalo (2020, Ed. Mar Menor, editorial del grupo Galaxia). Traducida del gallego.[19][20][29]